# Magische Huis van Houdini
Het (Magische) Huis van Houdini is een madhouse dat in 1999 in het Belgische attractiepark Bellewaerde werd geopend. De attractie is in 1999 gebouwd door Vekoma en staat in het themagebied Kidspark.

## Het verhaal
In dit landhuis zou de magiër en boeienkoning, de grote Houdini hebben gewoond. Na zijn dood kwam het huis leeg te staan, en is het opengesteld voor publiek. De magische kracht van Houdini is echter nog steeds aanwezig in het landhuis, en zal de bezoekers zijn magie nog eens laten bewonderen.

## Voorshow
Dit is de ruimte waarin het verhaal begint. De kamer staat vol met boekenkasten en vreemde objecten uit houdini's carrière. Een gids heet het publiek welkom en laat vervolgens een filmpje zien waarin Houdini te zien is in zijn jonge jaren samen met zijn broer. In het filmpje vermaakt Houdini de kinderen met zijn goocheltrucs. Helaas kan het filmpje niet volledig gezien worden doordat de band beschadigd is.  
Wanneer er een close-up gemaakt wordt van Houdini's voorhoofd "smelt" de film weg. Vervolgens is gelach te horen en de gids vertelt de bezoekers:" Wij nodigen u uit om getuige zijn van Houdini’s meesterstuk: zijn triomfantelijke terugkeer uit het onbekende". In de kamer gebeuren plots mysterieuze zaken: meubilair begint te bewegen, het water in de grote glazen kist met een enorme barst begint te koken en de lampjes gaan om de beurt hevig knipperen. Hierna wordt het plots doodstil. Er volgt een enorme knal. Vervolgens verzoekt Houdini de bezoekers om de huiskamer te betreden, terwijl hij de bezoekers er op wijst dat niets op aarde hem nog kan tegenhouden.

## Hoofdshow
De huiskamer is allesbehalve gezellig: voor de ramen zit traliewerk en in de kamer is maar weinig meubilair aanwezig, enkel twee spiegels, schilderijen, en wat wandlampjes. De bezoekers gaan zitten, waarna de beugels sluiten. Zoals de gids zegt, kan men vanaf dat moment enkel op Houdini vertrouwen. Dan sluiten alle deuren. Houdini begint te lachen, en zet de huiskamer in beweging. De kamer schommelt steeds een stukje verder totdat hij uiteindelijk helemaal "overkop" gaat. Nadat het huis een paar keer rondgedraaid heeft onder begeleiding van de muziek en enkele hevige dondergeluiden, smeekt de gids om de sleutels. De kamer blijft "omgekeerd" hangen en Houdini zegt onheilspellend:"Deze illusie wordt een nachtmerrie". Een magisch oog op de vloer wordt beschenen door enkele spots. Daarna gaat het huis met veel lawaai en lichtflitsen normaal hangen, en verschijnen de sleutels in de spiegels. Houdini zegt nog: "Wat ge denkt dat ge ziet, is niet wat het leek. Dat is illusie!", en begint te lachen. Vervolgens openen de deuren en mag men de zaal verlaten.

## Muziek
De muziek die hier gebruikt wordt is van Ennio Morricone en staat op de cd The Mission en Pure Moods. Hierin wordt gebruikgemaakt van verschillende soundtracks zoals: Remorse, The Falls en On Earth as it is in Heaven.

## Toegankelijkheid
De attractie is niet toegankelijk voor rolstoelgebruikers die niet zelfstandig hun rolstoel kunnen verlaten. Personen kunnen niet in een rolstoel in de attractie plaatsnemen.
Daarnaast is de attractie verboden voor zwangere vrouwen evenals voor personen met hartproblemen.
Afbeeldingen